# Traboch
Traboch è un comune austriaco di 1 384 abitanti nel distretto di Leoben, in Stiria.